# جاکومو کازانووا
جیاکومو جیرولامو کازانوا (ایتالیایی: [ˈdʒaːkomo dʒiˈrɔːlamo kazaˈnɔːva, kasa-]) یک ماجراجو و نویسنده ایتالیایی اهل جمهوری ونیز بود. خودزندگی‌نامه او بنام خاطرات زندگی من (Story Of My Life)، به عنوان یکی از موثق‌ترین منابع رسم و رسومات زندگی اجتماعی اروپایی طی قرن هجدهم میلادی شناخته می‌شود.
طبق عرفی که در زمان او روزآمد بود، کازانوا با حضور در شرایط مختلف کم و بیش از نام‌های جعلی استفاده می‌کرد، مانند بارون یا کنت فاروسی (نام دوشیزگی مادرش) یا شوالیه دو سینگال (تلفظ فرانسوی: [sɛ̃ɡɑl]). پس از دومین خروجش از ونیز، او بیشتر کارهایش را با نام «جاکو کازانوا دو سینگال» به زبان فرانسوی امضا می‌کرد.
او بیشتر بخاطر روابط پیچیده و موشکافانه خود با زنان شناخته شده‌است، تا جایی که نام او اکنون مترادف با کلمه «زن‌باز» است. بسیاری از رفتارها و عادات او با استانداردهای زمانه مدرن منفعت‌طلبانه درنظر گرفته می‌شود، مانند روابط او با زنانی که از لحاظ عاطفی آسیب‌پذیر بودند. او با اشراف اروپایی، پاپ‌ها، کاردینال‌ها، هنرمندان سرشناس مانند ولتر، گوته و موتسارت ارتباط داشت. او آخرین سال‌های عمرش را در کتابخانه‌ای در بوهم به عنوان کتابدار کنت فن والدشتاین گذراند. او اثر خاطرات زندگی من را در آنجا به نگارش درآورد.

## زندگی
جاکومو کازانوا دو سینگال در ۲ آوریل سال ۱۷۲۵ از خانواده‌ای هنرمند در ونیز به دنیا آمد.
ابتدا به تحصیل الهیات پرداخت و در این زمینه استعداد و هوش فوق‌العاده‌ای نشان داد اما در سال ۱۷۴۱ بخاطر رفتار ناشایستش از صومعه سنت سیپریان اخراج شد. پس از آن وارد ارتش ونیز شد و بعد از آن به مدت ۲۰ سال با معرفی خود به عنوان سخنران، کشیش، قمارباز، نوازنده ویلون و … به گشت و گذار از پایتخت‌های اروپایی پرداخت. پس از بازگشت به ونیز در سال ۱۷۵۵ به جرم جاسوسی زندانی شد اما به طرز معجزه آسایی از زندان فرار کرد و به فرانسه رفت.
در فرانسه با زرنگی خاصی که داشت در دستگاه‌های دولتی نفوذ کرد و به مقامات بالا رسید و حتی شغلی را که فردریک دوم پادشاه آلمان به او پیشنهاد کرده بود رد کرد. سپس باب آشنایی با بزرگان دوران زمان خود یعنی پاپ، ملکه کاترین، ولتر، گوته، موتسارت، آلبرشت فون هالر و مادام دو پمپادور را باز کرد.
در سفری به پاریس یک «لتردوکاشه» گرفت. این ورقه بیشتر به افراد مورد علاقه و احترام شاه داده می‌شد و بیشتر افراد متشخص زمان فتح باستیل در انقلاب کبیر فرانسه با همین اوراق درباری «لتردوکاشه» زندانی شده بودند، آزاد شدند. کازانوا سپس به اسپانیا رفت ولی در سال ۱۷۶۹ از مادرید نیز اخراج شد. در سال ۱۷۷۴ مأمور مخفی پلیس ونیز شد ولی در سال ۱۷۸۲ بخاطر تهمت بزرگی که به یکی از صاحب منصبان با نفوذ زده بود، اخراج شد. پس از آن کتابدار کنت فن والدشتاین شد. کازانوا کتابی بنام «خاطرات زندگی من» دارد که از نظر تاریخی خیلی با ارزش است که شامل خاطرات عشقی فراوان اوست.
جاکومو کازانوا در ۴ ژوئن ۱۷۹۸ درگذشت.